# Regele regilor (film)

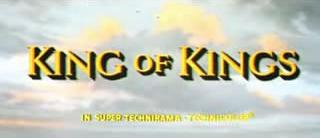
Titlul filmului

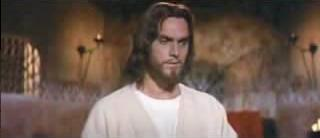
Jeffrey Hunter ca Iisus Hristos

Regele regilor (titlul original: în engleză King of Kings) este un film epic american din 1961 regizat de Nicholas Ray. În rolurile principale joacă actorii Jeffrey Hunter, Siobhán McKenna și Robert Ryan. Este produs de Samuel Bronston Productions și distribuit de Metro-Goldwyn-Mayer.

## Prezentare
Filmul prezintă viața lui Iisus Hristos de la nașterea sa până la crucificare și reînviere.

## Actori
- Jeffrey Hunter – Iisus Hristos
- Siobhán McKenna este Maria
- Robert Ryan  este Ioan Botezătorul
- Ron Randell este Lucius
- Hurd Hatfield este Pontius din Pilat
- Viveca Lindfors este Claudia
- Rita Gam este Herodias
- Frank Thring este Herod Antipas
- Royal Dano este Petre
- Rip Torn  este Iudas Iscarioteanu
- Harry Guardino este Barabas
- Carmen Sevilla este Maria Magdalena
- Brigid Bazlen este Salomeea
- Guy Rolfe este Caiafa
- Gregoire Aslan este Irod cel Mare
- Orson Welles (nemenționat) ca narator